# Ammy Virk
Ammy Virk (en pendjabi : ਐਮੀ ਵਿਰਕ) est un chanteur et un acteur pendjabi, né Amninderpal Singh Virk le 11 mai 1992 à Nâbha (Pendjab).

## Carrière
Son premier single, rencontre le succès. Il publie ensuite les chansons Yaar Amli et Jatt da Sahara, qui le font connaître dans l'industrie de la musique pendjabie. Son premier album, Jattzim, sort en 2013 le PTC Music Award du meilleur album de l'année.
En 2015, Virk joue dans le film Angrej (en) aux côtés de Amrinder Gill (en).
Le titre Zindabad Yarrian est apprécié de la jeunesse pendjabie.
Virk porte un turban Patiala-Shahi

## Singles
| Années | Chanson                  | Musique         | Réalisateur du clip |
| ------ | ------------------------ | --------------- | ------------------- |
| 2013   | Ek Pal                   | Gupz Sehra      |                     |
| 2014   | Bullet vs Chammak Challo | Gupz Sehra      |                     |
| 2015   | Zindabaad Yaarian        | Gupz Sehra      |                     |
| 2016   | Haan Kargi               | Gupz Sehra      | Navjit Buttar       |
| 2016   | Surma To Sandals         | B Praak         |                     |
| 2016   | Hassian Khedian          | Mr Wow          | Sukh Sanghera       |
| 2017   | Akh Teri Baaz Wargi      | Aman Hayer      |                     |
| 2017   | Skid                     | Desi Dark Child |                     |
| 2017   | Doomna - Lok Tath        | Mr Wow          |                     |
| 2017   | Friday Booked            | B Praak         |                     |
| 2017   | Maa                      | Gupz Sehra      |                     |
| 2017   | Qismat                   | B Praak         | Arvindr Khaira      |
| 2017   | Time Boliyan             | Deep Jandu      |                     |

## Filmographie
| Année | Film            | Rôle            | Notes                                             |
| ----- | --------------- | --------------- | ------------------------------------------------- |
| 2015  | Angrej          | Haakam          |                                                   |
| 2016  | Ardaas          | Agyapal Singh   |                                                   |
| 2016  | Bambukat        | Channan Singh   |                                                   |
| 2016  | Nikka Zaildar   | Nikka/Yadwinder | avec Sonam Bajwa                                  |
| 2016  | Dil Wali Gal    | Ammy            | court-métrage publié par Filmy Shots sur YouTube, |
| 2017  | Saab Bahadar    | Saab Bahadar    | avec Preet Kamal, Jaswinder Bhalla &Rana Ranbir   |
| 2017  | Nikka Zaildar 2 | TBA             | avec Sonam Bajwa Wamiqa Gabbi                     |

### Musiques de film

#### En pendjabi
| Année | Chanson            | Film                    | Musique       |
| ----- | ------------------ | ----------------------- | ------------- |
| 2015  | Tappe              | Angrej                  | Jatinder Shah |
| 2016  | Kawa Wali Panchait | Ardaas                  | Jatinder Shah |
| 2016  | Nain               | Ardaas                  | Jatinder Shah |
| 2016  | Kainthe Wala       | Bambukat                | Jatinder Shah |
| 2016  | Rakhi Soneya Ve    | Bambukat                | Jatinder Shah |
| 2016  | Bambukat           | Bambukat                | Jatinder Shah |
| 2016  | Mini Cooper        | Nikka Zaildar           | Jatinder Shah |
| 2016  | Lagdi Na Akh       | Nikka Zaildar           | Jatinder Shah |
| 2017  | Record Bolde       | Jugni Hath Kise Na Auni | DJ Flow       |